# 수원공업고등학교
수원공업고등학교(水原工業高等學校)는 대한민국 경기도 수원시 팔달구 인계동에 있는 사립 고등학교이다.

## 학교 연혁
- 1970년 6월 23일 : 학교법인 광인학원 설립 인가
- 1970년 12월 26일 : 학교 설립 인가(토목과 6학급, 건축과 3학급)
- 1971년 1월 7일 : 초대 이종대 교장 취임
- 1971년 3월 3일 : 개교(토목과 2학급, 건축과 1학급)
- 1973년 12월 8일 : 2부 학급 신설(전기과 3학급, 건축과 3학급)
- 1979년 3월 10일 : 산업체특별학급 부설(전기과 3학급)
- 1981년 3월 1일 : 축구부 창단
- 1999년 9월 8일 : 제34회 전국 기능경기대회 개최 (~ 09.15)
- 2001년 5월 2일 : 보디빌딩부 창단
- 2008년 9월 1일 : 정보네트워크과 특성화 지정
- 2011년 7월 26일 : IT 융합 분야 특성화고 지정
- 2013년 3월 22일 : 2013년 중소기업 특성화고 인력양성사업 참여학교 선정
- 2018년 5월 10일 : 숲속마을 열린교실 개관식
- 2022년 5월 20일 : 제14대 이원성 이사장 취임
- 2022년 10월 1일 : 제8대 안교관 교장 취임
- 2024년 1월 4일 : 제51회 졸업식(345명) 졸업생 누계(29,319명)
- 2024년 3월 4일 : 2024학년도 신입생 입학식(349명)
- 2024년 3월 4일 : 스마트건설정보과 6학급, 건축디자인과 6학급, 전기융합제어과 6학급, 자동차과 6학급, 스마트기계과 6학급, 전자통신과 6학급, 융합소프트웨어과 3학급, 정보네트워크과 6학급, 계 45학급 1,040명

## 설치 학과
- 전자통신과
- 자동차과
- 건축디자인과
- 융합소프트웨어과
- 스마트건설정보과
- 정보네트워크과
- 전기융합제어과
- 스마트기계과

## 참고 자료
- 수원공업고등학교 - 한국교육학술정보원 학교알리미